# Оранжева жаба
Оранжевите жаби (Incilius periglenes) са вид земноводни от семейство Крастави жаби (Bufonidae).
Преди да изчезне видът се е срещал в ограничен район в северозападната част на Коста Рика.
Таксонът е описан за пръв път от американския херпетолог Джей Матърс Савидж през 1967 година.